# Elezioni regionali in Umbria del 2010
Le elezioni regionali italiane del 2010 in Umbria si sono tenute il 28 e 29 marzo, contestualmente ad altre 12 regioni. Esse hanno visto la vittoria di Catiuscia Marini, sostenuta dal centro-sinistra, che ha sconfitto Fiammetta Modena, sostenuta dal centro-destra.

## Affluenza
L'affluenza definitiva alle ore 23 è stata pari al 65,39%, per un totale di 466.670 votanti su 713.679 cittadini elettori.
| Provincia | Affluenza |
| --------- | --------- |
| Umbria    | 65,39%    |
| Perugia   | 66,25%    |
| Terni     | 62,99%    |

## Risultati
|                                                                 | Catiuscia Marini (Marini Presidente) ✔️ Presidente              | 257 458                                                         | 57,24 | Partito Democratico     | 149 219 | 36,17 | 9  |  |  |
| Italia dei Valori                                               | Catiuscia Marini (Marini Presidente) ✔️ Presidente              | 257 458                                                         | 57,24 | 34 393                  | 8,34    | 1     |    |  |  |
| Federazione della Sinistra                                      | Catiuscia Marini (Marini Presidente) ✔️ Presidente              | 257 458                                                         | 57,24 | 28 331                  | 6,87    | 2     |    |  |  |
| Socialisti e Riformisti                                         | Catiuscia Marini (Marini Presidente) ✔️ Presidente              | 257 458                                                         | 57,24 | 17 167                  | 4,16    | 1     |    |  |  |
| Sinistra Ecologia Libertà                                       | Catiuscia Marini (Marini Presidente) ✔️ Presidente              | 257 458                                                         | 57,24 | 13 980                  | 3,39    | –     |    |  |  |
| Seggi assegnati alla lista regionale                            | Seggi assegnati alla lista regionale                            | Seggi assegnati alla lista regionale                            | 57,24 | 6                       |         |       |    |  |  |
|                                                                 | Fiammetta Modena (Per l'Umbria)                                 | 169 568                                                         | 37,70 | Il Popolo della Libertà | 133 531 | 32,36 | 8  |  |  |
| Lega Nord                                                       | Fiammetta Modena (Per l'Umbria)                                 | 169 568                                                         | 37,70 | 17 887                  | 4,34    | 1     |    |  |  |
| Seggio assegnato al candidato presidente classificatosi secondo | Seggio assegnato al candidato presidente classificatosi secondo | Seggio assegnato al candidato presidente classificatosi secondo | 37,70 | 1                       |         |       |    |  |  |
|                                                                 | Paola Binetti                                                   | 22 756                                                          | 5,06  | Unione di Centro        | 18 072  | 4,38  | 1  |  |  |
| Totale                                                          | Totale                                                          | 449 782                                                         | 100   |                         | 412 580 | 100   | 30 |  |  |
|                                                                 |                                                                 |                                                                 |       |                         |         |       |    |  |  |
| Schede bianche                                                  | Schede bianche                                                  | 5 013                                                           | 1,07  |                         |         |       |    |  |  |
| Schede nulle                                                    | Schede nulle                                                    | 11 875                                                          | 2,54  |                         |         |       |    |  |  |
| Votanti                                                         | Votanti                                                         | 466 670                                                         | 65,39 |                         |         |       |    |  |  |
| Elettori                                                        | Elettori                                                        | 713 679                                                         |       |                         |         |       |    |  |  |

Consiglieri eletti
| Lista   | Lista                                                          | Eletto                             |
| ------- | -------------------------------------------------------------- | ---------------------------------- |
| Umbria  | Centro-sinistra                                                | Catiuscia Marini                   |
| Umbria  | Centro-sinistra                                                | Lamberto Bottini                   |
| Umbria  | Centro-sinistra                                                | Fabrizio Felice Bracco             |
| Umbria  | Centro-sinistra                                                | Paolo Brutti                       |
| Umbria  | Centro-sinistra                                                | Roberto Carpinelli                 |
| Umbria  | Centro-sinistra                                                | Silvano Rometti                    |
| Umbria  | Centro-sinistra                                                | Gianluca Rossi                     |
| Umbria  | Centro-destra                                                  | Fiammetta Modena                   |
| Umbria  | Unione di Centro                                               | Paola Binetti                      |
| Perugia | Partito Democratico                                            | Vincenzo Riommi                    |
| Perugia | Partito Democratico                                            | Gianfranco Chiacchieroni           |
| Perugia | Partito Democratico                                            | Luca Barberini                     |
| Perugia | Partito Democratico                                            | Fernanda Cecchini                  |
| Perugia | Partito Democratico                                            | Andrea Smacchi                     |
| Perugia | Partito Democratico                                            | Franco Tomassoni                   |
| Perugia | Partito Democratico                                            | Renato Locchi                      |
| Perugia | Italia dei Valori                                              | Olivier Bruno Dottorini            |
| Perugia | Rifondazione Comunista - Sinistra Europea - Comunisti Italiani | Orfeo Goracci                      |
| Perugia | Socialisti Riformisti                                          | Massimo Buconi                     |
| Perugia | Il Popolo della Libertà                                        | Francesco Zaffini                  |
| Perugia | Il Popolo della Libertà                                        | Giovanni Andrea Lignani Marchesani |
| Perugia | Il Popolo della Libertà                                        | Massimo Mantovani                  |
| Perugia | Il Popolo della Libertà                                        | Massimo Monni                      |
| Perugia | Il Popolo della Libertà                                        | Rocco Antonio Valentino            |
| Perugia | Il Popolo della Libertà                                        | Maria Rosi                         |
| Perugia | Lega Nord                                                      | Gianluca Cirignoni                 |
| Terni   | Partito Democratico                                            | Eros Brega                         |
| Terni   | Partito Democratico                                            | Fausto Galanello                   |
| Terni   | Rifondazione Comunista - Sinistra Europea - Comunisti Italiani | Damiano Stufara                    |
| Terni   | Il Popolo della Libertà                                        | Raffaele Nevi                      |
| Terni   | Il Popolo della Libertà                                        | Alfredo De Sio                     |